# Clarence Thomas
Pour les articles homonymes, voir Thomas.
Clarence Thomas, né le 23 juin 1948 à Pin Point (Géorgie), est un juge américain, membre de la Cour suprême des États-Unis depuis sa nomination par le président George H. W. Bush en 1991. 
Il est — après Thurgood Marshall auquel il succède — le deuxième membre noir de cette haute juridiction. Clarence Thomas est considéré comme le juge le plus conservateur de la Cour,,, tenant de la position originaliste qui soutient une interprétation historique et non-évolutive de la Constitution. Il est depuis 1987 l'époux de l'influente militante conservatrice Ginni Thomas.

## Biographie
Abandonné par son père alors qu'il n'est âgé que d'un an, Clarence Thomas est élevé par sa mère, Leola Anderson. Clarence Thomas a grandi dans la pauvreté et sa mère travaille comme bonne. Sa langue maternelle est le gullah.
Alors qu'il n'a que six ans, son jeune frère met accidentellement le feu à la maison familiale. La famille doit alors emménager dans un petit appartement de Savannah avant de partir vivre chez le grand-père maternel[réf. nécessaire].  
Élevé dans la religion catholique, un temps passé chez les épiscopaliens, Clarence Thomas pense d'abord entrer dans la prêtrise et fait des études de sacerdoce dans un séminaire catholique du Missouri où il est confronté au racisme. Sur la suggestion d'une religieuse, Thomas s'inscrit au College of the Holy Cross, un établissement catholique d'élite du Massachusetts, en tant qu'étudiant de deuxième année bénéficiant d'une bourse universitaire complète. Il est l'un des premiers étudiants noirs de l'établissement, faisant partie des 20 recrutés par le président John E. Brooks en 1968 dans un groupe comprenant également le futur avocat Ted Wells, le coureur Eddie Jenkins Jr. et le romancier Edward P. Jones. Il y fonde alors un syndicat étudiant noir, soutient les Black Panthers et proteste contre les investissements en Afrique du Sud durant l'apartheid. Libertarien à l'université, il évolue vers le conservatisme politique[réf. nécessaire].
En 1974, il est diplômé en droit de Yale.
En 1975, Clarence Thomas lit le Race and Economics de Thomas Sowell, œuvre critique à l'égard des réformes sociales et promouvant l'individualisme pour vaincre l'adversité, véhiculant donc des valeurs que Clarence Thomas se mit dès lors à défendre avec conviction. Ce livre est devenu une référence pour lui, il déclarera qu'il a « changé [sa] vie ».
Marié à deux reprises, il a un fils.

### Carrière professionnelle

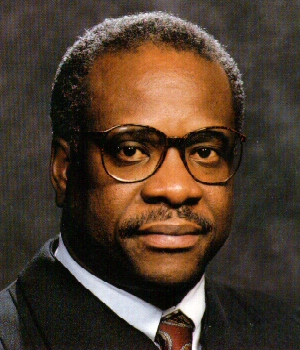
Le juge Clarence Thomas.

De 1974 à 1977, il est assistant du procureur général du Missouri.
Entre 1977 et 1979, il est avocat pour la société multinationale Monsanto puis assistant législatif du sénateur John Danforth de 1979 à 1981. La même année, il entre dans l'administration de Ronald Reagan : jusqu'en 1982 secrétaire assistant pour les droits civiques au département de l'Éducation, il est président de la commission pour l'égalité des offres d'emplois de 1982 à 1990 sous la présidence de George H. W. Bush. Il y dirige les efforts fédéraux pour limiter la discrimination sur les lieux de travail. Cependant, son action irrite les groupes de droits civiques.
En 1990, le président George H. W. Bush le nomme à la cour d'appel fédérale du district de Columbia. En 1991, à la suite de la démission de Thurgood Marshall de la Cour suprême, Bush le choisit pour le remplacer.
Pourtant de nombreuses organisations de défense des droits civiques comme la « NAACP », la « Urban League », et la « National Organization for Women » s'opposèrent à cette nomination du fait des positions de Clarence Thomas, hostiles à la discrimination positive en faveur des minorités ethniques et de ses positions hostiles à l'avortement. 
La commission judiciaire du Sénat contrôlée par les démocrates l'interrogea longuement sur ses opinions politiques et son interprétation des lois. 

### Juge à la Cour suprême
Il entre à la Cour suprême pour prendre son siège le 23 octobre 1991. 
Clarence Thomas pose rarement des questions lors des audiences publiques, aucune entre 2006 et 2016,. Il est de façon générale connu pour sa discrétion et pour faire peu de conférences, contrairement à ses collègues. En 2011, il était cependant le juge le plus connu du grand public en raison du contexte de sa nomination. Il invite traditionnellement ses assistants judiciaires à visionner le film Le Rebelle.

## Philosophie judiciaire
Clarence Thomas est l'un des juges les plus conservateurs de la Cour suprême, et l'un des tenants d'une position originaliste, qui s'attache à une interprétation littérale de la Constitution, la plus proche possible de ce qu'elle aurait pu signifier, à l'époque de sa proclamation, pour ses contemporains. Il était proche idéologiquement du chief justice William Rehnquist, ainsi que du juge Antonin Scalia. Les rares fois où il était en désaccord avec Scalia, il votait généralement dans un sens plus conservateur que ce dernier[réf. nécessaire].
À ce titre, il rejette l'existence d'un droit à l'avortement dans la Constitution, juge qu'elle garantit le droit de détenir et de porter une arme à feu pour les simples particuliers, et considère la discrimination positive comme contraire au principe d'égalité devant la loi. Il soutient également la constitutionnalité de la peine de mort, parfois en détaillant les crimes commis par les condamnés dans ses opinions judiciaires.
Dans Hamdi v. Rumsfeld (2004), il est le seul juge à considérer que le gouvernement fédéral américain peut détenir ses ressortissants au camp de Guantánamo sans contrôle judiciaire. 
Il est le seul juge à avoir donné une opinion dissidente dans Safford Unified School District #1 et al. v. Redding, (25 juin 2009), arrêt par lequel la Cour a jugé que la fouille au corps d'une adolescente de 13 ans forcée à se dénuder par les responsables de son école, à Safford (Arizona) contrevenait au IVe amendement de la Constitution. 
En 2009, il est le seul membre de la Cour à considérer inconstitutionnel le Voting Rights Act de 1965, une loi fédérale adoptée pour que les États ayant un passé de ségrégation raciale ne puissent pas empêcher les Noirs de voter par une modification du droit électoral (Northwest Austin Municipal Utility District No. 1 v. Holder).
Dans l'affaire Doe v. Reed, en 2010, il est également le seul à considérer que les signataires d'une initiative populaire bénéficient d'un droit constitutionnel à l'anonymat. 
En 2014, dans l'affaire McCutcheon v. Federal Election Commission, il est seul à considérer que les contributions financières aux campagnes électorales devraient être illimitées au nom de la liberté d'expression.
En 2015, il fait partie de la minorité qui estime que la Constitution ne contient pas de droit au mariage homosexuel (Obergefell v. Hodges).
En janvier 2022, lors de Trump v. Thompson, il est le seul membre de la Cour à donner raison à l’ancien président Donald Trump, qui conteste la demande d'ouverture des archives présidentielles par la commission parlementaire chargée d’enquêter sur l'assaut du Capitole du 6 janvier 2021. Sa femme Ginni, lobbyiste et militante, est impliquée dans le combat de Donald Trump pour prouver que l'élection présidentielle de 2020 fut truquée au profit des démocrates.
En 2022, il est dans la majorité dans l'arrêt Dobbs v. Jackson Women's Health Organization qui renverse Roe v. Wade, indiquant que l'avortement relève du droit des États. Thomas a une opinion propre qui déclare que Roe est basé sur un processus invalide, qui doit être corrigé en ce qui concerne Obergefell v. Hodges, Griswold v. Connecticut et Lawrence v. Texas.

## Controverses

### Affaire Anita Hill
Le 6 octobre 1991, à l'échéance de la nomination de Thomas à la Cour suprême (en), fut rendu public un rapport du FBI portant sur une plainte d'Anita Hill, une ancienne collègue de Thomas à l'université de l'Oklahoma, qui l'avait accusé de harcèlement sexuel alors qu'ils avaient été amenés à travailler ensemble, entre 1982 et 1983. Appelée à témoigner en personne, Hill mentionna une conversation où Clarence Thomas aurait déclaré aimer les films pornographiques avec Long Dong Silver.
Thomas rejette toutes les accusations et dénonce la réouverture de l'audition par la Commission judiciaire en ces termes : « une cabale […] un lynchage hi-tech […] un cirque […] une parodie […] une disgrâce nationale […] venant d'un comité du sénat américain ». 
Il reçoit le soutien de tous ses anciens collègues féminins, y compris celles qui ne partageaient pas ses opinions politiques, alors que la crédibilité de la plainte d'Anita Hill est remise en question du fait de ses nombreuses contradictions. Après enquête, le sénateur démocrate Joseph Lieberman remet en doute les allégations d'Anita Hill. Le sénateur Strom Thurmond, ancien Dixiecrat, lui apporte son soutien comme tous les conservateurs blancs.
Il semble toutefois que la commission judiciaire du Sénat, alors présidée par Joe Biden, aurait négligé d'entendre les témoignages d'autres femmes qui auraient pu conforter celui d'Anita Hill et remettre en cause la nomination de Clarence Thomas.
Au bout du compte, la commission sénatoriale ne trouve rien pour corroborer les déclarations d'Anita Hill et Clarence Thomas est difficilement confirmé par 52 voix contre 48 le 15 octobre 1991.

### Éthique et financements
Le magazine d'investigation en ligne ProPublica publie en 2023 une enquête révélant que Clarence Thomas bénéficie depuis plus de 20 ans des largesses du milliardaire Harlan Crow (en), connu pour ses dons au Parti républicain, sans les déclarer : croisières sur un méga-yacht, vols en jet privé, séjours presque chaque été dans une propriété de l'homme d'affaires, etc. Le montant de ces cadeaux est estimé à plusieurs centaines de milliers de dollars (certains cadeaux étant estimés à plus de 500 000 dollars). La relation entre le juge et le magnat de l'immobilier avait déjà fait l'objet d'un article du New York Times en 2011, qui la qualifiait « d'inhabituelle et sensible en matière d'éthique »,. 
ProPublica dévoile ensuite une autre affaire impliquant Thomas et Crow : le juge a vendu apparemment au dessus des prix du marché plusieurs propriétés foncières dont il est propriétaire à Savannah (Georgie) à Savannah Historic Developments, une entreprise de Crow. Thomas n'a jamais rendu publique cette transaction, ce qui semble en contradiction avec la loi. Une plainte, civile et criminelle, est déposée par l'ONG Citizens for Responsibility & Ethics in Washington (CREW) contre Thomas pour ne pas avoir rendu public les dons de Crow et les transactions entre lui et Crow.
Enfin, le Washington Post révèle que le juge déclare des revenus fonciers supposément versés par une société immobilière – créée par sa femme et des membres de sa famille dans les années 1980 – mais qui s’avère ne plus exister, posant la question de la provenance réelle des centaines de milliers de dollars qu'il reçoit chaque année.